# Glypta atrata
Glypta atrata là một loài tò vò trong họ Ichneumonidae.